# Mimikatz
Mimikatz – oprogramowanie open source stworzone przez Benjamina Delpy służące do zbierania i wykorzystywania poświadczeń w systemach Microsoft Windows. Mimikatz jest przede wszystkim narzędziem typu „post-exploitation”, co oznacza, że jest wykorzystywany na już skompromitowanej przez atakującego maszynie. Atakujący używa go najczęściej, aby rozszerzyć swój dostęp w organizacji i ostatecznie uzyskać pełną kontrolę nad danym celem (stacją roboczą, siecią itp.). Mimikatz jest często używany w cyberatakach np. w ransomware Petya.

## Historia
Narzędzie Mimikatz według jego autora powstało aby nauczyć się języka C i wewnętrznych mechanizmów działania systemu Windows. Pierwsza wersja programu Mimikatz powstała w 2007 roku i był znana pod różnymi nazwami: kdll, kdllpipe, katz, mimikatz.

## Funkcje
Oprogramowanie Mimikatz pozwala wydobyć z systemu Windows hasła, hasze haseł, kody PIN, bilety kerberos. Dodatkowo obsługuje ataki typu pass-the-hash, pass-the-ticket itp. Wydobyte w ten sposób dane uwierzytelniania mogą być później użyte do pozyskania pełnej kontroli nad stacjami roboczymi lub siecią (zależnie od uzyskanych danych). Obecnie większość programów antywirusowych wykrywa binarne pliki narzędzia Mimikatz. 
| Przykład pokazujący wyodrębnianie haseł przez program Mimikatz |
| --- |
| mimikatz # sekurlsa::logonpasswords Authentication Id : 0 ; 88038 (00000000:000157e6) Session : Interactive from 1 User Name : Gentil Kiwi Domain : vm-w7-ult SID : S-1-5-21-2044528444-627255920-3055224092-1000 msv : [00000003] Primary * Username : Gentil Kiwi * Domain : vm-w7-ult * LM : d0e9aee149655a6075e4540af1f22d3b * NTLM : cc36cf7a8514893efccd332446158b1a * SHA1 : a299912f3dc7cf0023aef8e4361abfc03e9a8c30 tspkg : * Username : Gentil Kiwi * Domain : vm-w7-ult * Password : waza1234/ wdigest : * Username : Gentil Kiwi * Domain : vm-w7-ult * Password : waza1234/ kerberos : * Username : Gentil Kiwi * Domain : vm-w7-ult * Password : waza1234/ ssp : [00000000] * Username : admin * Domain : nas * Password : anotherpassword credman : [00000000] * Username : nas\admin * Domain : nas.chocolate.local * Password : anotherpassword |

Narzędzie Mimikatz zostało także przeniesione na platformę Metasploit